# Enfant lune
Pour les articles homonymes, voir Enfant-lune.
Albums de Gringe
Comment c'est loin
(2015)
Singles
1. Qui dit mieux
Sortie : 2 novembre 2018
2. Scanner
Sortie : 28 novembre 2018
3. Pièces détachées
Sortie : 14 mars 2019

Enfant lune est le premier album studio solo du rappeur français Gringe, produit par Wagram Music.
Il sort le 2 novembre 2018. Il publie pour l'occasion le clip vidéo de son titre Qui dit mieux, en collaboration avec Orelsan, Vald et Suikon Blaz AD. L'album est certifié disque d'or, représentant l'équivalent de 50 000 exemplaires, en octobre 2019.

## Production
Le projet d'un album solo a pris du temps pour Gringe, qui s'est retrouvé seul pour les choix de production, Orelsan et Skread étant trop pris par les tournées. Il se consacre à l'écriture durant un an et demi, au cours duquel l'orientation sérieuse des titres l'amènent à écarter des textes plus humoristiques, dans la veine de ceux écrits pour les Casseurs Flowters.

## Analyse
L'auteur évoque des évènements marquants de sa vie dans cet album. Enfant lune, single homonyme, fait référence à la sensibilité de l'auteur. Mémo, titre introductif est une synthèse de son vécu et marque la transition entre le groupe Casseurs Flowters et cet album, individuel. Scanner évoque la maladie de son petit frère devenu schizophrène à la suite d'une prise de drogue trop lourde à 17 ans. Pièces détachées continue sur ce sujet, l'auteur parle de l'absence de son père, parti refaire sa vie après le diagnostic de la maladie. Quelques morceaux sont en liens avec sa longue relation amoureuse, aujourd'hui terminée, avec une femme qui l'aura profondément marqué, et dont il a eu du mal à se remettre : Déchiré, Retourne d'où tu viens, Jusqu'où elle m'aime et Pour la nuit. Étant athée, dans Karma, il nous donne un point de vue personnel sur la religion[réf. nécessaire].
Le chanteur évoque dans cet album sa dépendance aux drogues dures comme la cocaïne, évoquée dans le titre LMP, alors que ce sujet est habituellement tabou dans le rap,.

## Liste des titres
| Enfant lune | Enfant lune                                          | Enfant lune                                       | Enfant lune | Enfant lune | Enfant lune | Enfant lune | Enfant lune | Enfant lune | Enfant lune |
| No          | Titre                                                | Producteur(s)                                     | Durée       |             |             |             |             |             |             |
| ----------- | ---------------------------------------------------- | ------------------------------------------------- | ----------- | ----------- | ----------- | ----------- | ----------- | ----------- | ----------- |
| 1.          | Mémo                                                 | Iksma                                             | 1:40        |             |             |             |             |             |             |
| 2.          | Paradis noir (feat. DJ Pone)                         | DJ Pone, Heezy Lee                                | 3:17        |             |             |             |             |             |             |
| 3.          | Je la laisse faire                                   | BBP                                               | 3:34        |             |             |             |             |             |             |
| 4.          | On danse pas                                         | AFOX Beats                                        | 2:52        |             |             |             |             |             |             |
| 5.          | Qui dit mieux (feat. Orelsan, Vald & Suikon Blaz AD) | Skread                                            | 4:10        |             |             |             |             |             |             |
| 6.          | Konnichiwa                                           | SoFLY & Nius                                      | 3:29        |             |             |             |             |             |             |
| 7.          | Jusqu'où elle m'aime (feat. Némir)                   | Phazz                                             | 3:39        |             |             |             |             |             |             |
| 8.          | Déchiré (feat. Orelsan)                              | SoFLY & Nius, Yoan Chirescu                       | 3:40        |             |             |             |             |             |             |
| 9.          | Retourne d'où tu viens                               | SoFLY, Yoan Chirescu                              | 3:01        |             |             |             |             |             |             |
| 10.         | Pour la nuit                                         | DJ Pone, Superpoze                                | 2:49        |             |             |             |             |             |             |
| 11.         | Pièces détachées                                     | Anne-Sophie Versnaeyen, Yoan Chirescu, Léa Castel | 3:58        |             |             |             |             |             |             |
| 12.         | Scanner (feat. Léa Castel)                           | SoFLY & Nius, Léa Castel, Yoan Chirescu           | 3:42        |             |             |             |             |             |             |
| 13.         | LMP                                                  | Iksma, BKR                                        | 4:11        |             |             |             |             |             |             |
| 14.         | Karma (feat. Diamond Deuklo)                         | Iksma                                             | 3:48        |             |             |             |             |             |             |
| 15.         | Enfant lune                                          | Heezy Lee                                         | 3:09        |             |             |             |             |             |             |
| 50:59       |                                                      |                                                   |             |             |             |             |             |             |             |

## Classements et certification

### Classements hebdomadaires
| Classements (2018-2019)      | Meilleure position |
| ---------------------------- | ------------------ |
| France (SNEP)                | 5                  |
| Belgique (Wallonie Ultratop) | 13                 |
| Suisse (Schweizer Hitparade) | 35                 |
| Suisse (Charts Romandie)     | 15                 |

### Certification
| Région                                                                                                 | Certification | Ventes/Streams |
| --- | ------------- | -------------- |
| France (SNEP)                                                                                          | Or            | 50 000*        |
| *Ventes selon la certification ^Mise en rayon selon la certification xNon précisé par la certification |               |                |